# Carpathonesticus caucasicus
Carpathonesticus caucasicus là một loài nhện trong họ Nesticidae.
Loài này thuộc chi Carpathonesticus. Carpathonesticus caucasicus được miêu tả năm 1947 bởi Charitonov.